# C18H37NO
化学式C18H37NO（摩尔质量：283.5 g/mol）可以指以下化合物：
- 十八酰胺，CAS号：124-26-5
- 4-十二烷基-2,6-二甲基吗啉，混合CAS号：1704-28-5 
  - (2S,6S)-异构体，CAS号：86594-17-4 
  - (2R,6R)-异构体，CAS号：？
  - (2S,6R)-异构体，CAS号：106788-55-0 （内消旋化合物）
- N,N-二甲基十六酰胺，CAS号：3886-91-7
- N-十二烷基-2,6-二甲基吗啉，CAS号：1704-28-5

|  | 这个同类索引页列出了具有相同分子式的化学物（即同分異構體）条目。 除非您是有意链接至本页，否则应将相应条目的内部链接指向正确的条目。 |